# Rościsław Rurykowicz
Rościsław Rurykowicz – książę halicki w roku 1209. Jego poprzednikiem i następcą był Roman Igorowicz.
Rościsław Rurykowicz w 1209 usunął z Halicza księcia Romana Igorowicza, lecz jeszcze w tym samym roku, po kilku miesiącach panowania musiał opuścić miasto przed wracającym ks. Romanem Igorowiczem.